# Autismo
L'autismo (dal greco antico: αὐτός?, autós, "sé stesso") è un insieme di sindromi ad esordio precoce, che presentano una compromissione dell'interazione sociale. I sintomi riguardano più specificamente una riduzione della comunicazione verbale e non verbale, una ristrettezza d'interessi e comportamenti ripetitivi.
La definizione di autismo è cambiata nel tempo ed è tuttora soggetta a discussione. Più precisamente l'ICD-10-CM, la classificazione dell'OMS in vigore fino al 2022, ne distingueva due forme principali: autismo infantile (F84.0) e autismo atipico (F84.1), e li inseriva fra i Disturbi evolutivi globali dello sviluppo psicologico (F84), insieme alla Sindrome di Asperger (F84.5) e altre condizioni.
Dal 2013, con la pubblicazione della classificazione DSM-5 dell'APA, è stata introdotta la classificazione Disturbi dello spettro autistico, che comprende tutti i tipi di autismo e la Sindrome di Asperger.
Il DSM-5 viene utilizzato nelle ricerche scientifiche nonché da istituti di previdenza sociale per condizionare la concessione dell'indennità di accompagnamento.

## Storia
Alla fine del XVIII secolo, emerse la storia di Victor dell'Aveyron, un ragazzo che catturò l'attenzione di Jean Marc Gaspard Itard, un medico, pedagogista ed educatore francese che era specializzato nel lavoro con i ragazzi sordi e da molti considerato il fondatore della pedagogia speciale. Victor, la cui vicenda è stata anche oggetto di un film di François Truffaut, aveva dei comportamenti che oggi alcuni ritengono essere riconducibili all'autismo. Victor aveva circa dodici anni quando fu avvistato nel bosco della Caune nel 1797. Quando fu catturato nella foresta dell'Aveyron, Victor venne inizialmente creduto sordo. Tuttavia, Itard scoprì che il ragazzo non era sordo, ma incapace di linguaggio, e su questo concentrò la sua educazione, senza successo. L'ipotesi più accreditata oggi è che Victor fosse un bambino disabile, abbandonato dai familiari e ritrovato ancora vivo nella foresta.
Un secolo e mezzo più tardi, uno studio di D. Skuse su casi di bambini segregati per lunghi anni fin dalla nascita, dimostra che il recupero è possibile, a meno che non vi siano danni neurologici. Ciò permette di differenziare il "pattern quasi-autistico" dei soggetti deprivati dall'autismo vero e proprio. Il primo sembra avere come causa il contesto di profonda deprivazione e non i fattori organici; perciò modificando tale contesto disfunzionale per la crescita sono possibili notevolissimi margini di miglioramento.
Il termine autismo fu introdotto per la prima volta da Eugen Bleuler nella sua descrizione della schizofrenia nel 1911. La diagnosi di schizofrenia era più ampia del suo equivalente moderno; ai bambini autistici veniva spesso diagnosticata la schizofrenia infantile.
Grunya Sukhareva, esponente della neuropsichiatria infantile sovietica, è la prima ad aver descritto il disturbo dello spettro autistico ad alto funzionamento in un articolo pubblicato nel 1925 in russo.

### Le teorie di Kanner
Leo Kanner, osservando i sintomi fra loro simili di undici bambini, nel 1943 aveva ripreso da Bleuler il termine "autismo" per definire questa patologia, aggiungendovi "infantile precoce", descrivendola come "innata" e quindi organica. Perciò questa patologia venne chiamata anche sindrome di Kanner e classificata dall'ICD-9 nel 1990 fra le "Psicosi con origine specifica nell'infanzia". Nei sei anni successivi Kanner, che lavorava nell'ospedale universitario Johns Hopkins di Baltimora, osservò che le famiglie di questi 11 bambini e quelle che vennero da lui dopo la pubblicazione dell'articolo appartenevano alla media e alta classe borghese, con una madre acculturata e spesso "in carriera"; perciò ritenne che fossero queste le caratteristiche e quindi le cause di tutti i casi di autismo: l'inadeguatezza del rapporto di amore fra madre e figlio. Aveva sottovalutato il fatto che soltanto persone afferenti a classi socioeconomiche alte potevano riferirsi a lui, poiché avevano avuto notizia del suo articolo pubblicato soltanto in una rivista specialistica e poiché avevano i mezzi per pagare gli ingenti costi del suo rinomato ospedale. Sei anni dopo il suo primo articolo, influenzato dalle teorie psicodinamiche dominanti, riassume la sua teoria nella definizione di "madre frigorifero".
Successivamente Kanner si accorse che l'autismo era diffuso in maniera eguale anche nelle classi più povere e nel 1969, durante la prima assemblea della National Society for Autistic Children (oggi Autism Society of America), riconobbe l'errore statistico alla base della sua ipotesi esplicativa (ritenere che la propria clientela fosse un campione rappresentativo della generalità); tornò alla prima sua ipotesi, che la patologia fosse innata, e si scusò con le madri per averle colpevolizzate, riducendo lo stigma che si era creato in merito alla responsabilizzazione dei genitori in ordine all'insorgenza del disturbo.
Kanner lasciò l'eredità della direzione della rivista sull'autismo da lui fondata, il Journal of Autism, al professor Eric Schopler, che fra i primi si era accorto dell'errore del maestro ed aveva ideato il Treatment and Education of Autistic and Related Communication Handicapped Children (TEACCH), con il quale elevava i genitori al ruolo di educatori.

### Dagli anni Ottanta
Nel 1981, la psichiatra Lorna Wing scrisse un articolo che riprendeva quanto pubblicato in tedesco (quindi ignorato dalla comunità scientifica anglofona) dal dottor Hans Asperger nel 1944 a proposito di alcuni bambini che era riuscito a sottrarre alla morte prevista per le persone con disabilità mentale dalla famigerata Aktion T4 del Terzo Reich. Egli addusse la motivazione che fossero intelligenti e che a differenza degli altri ricoverati nella clinica dove lavorava avrebbero potuto essere produttivi, se fossero stati educati come egli auspicava ed eseguiva con l'aiuto delle suore sue collaboratrici.
"Autismo infantile precoce", a livello di classificazione nosografica, nel DSM-IV (1994) era considerato rientrare nella categoria clinica dei "disturbi pervasivi dello sviluppo", cui appartengono, fra le varie altre sindromi, anche la sindrome di Asperger, un autismo ad alto funzionamento.
Nel DSM-5 del 2013, la sindrome di Asperger viene riunita nei "Disturbi dello spettro autistico", che rientrano tra i disturbi del neurosviluppo, e possono essere classificati in tre livelli di fabbisogno e supporto; il primo livello raccoglie gran parte delle persone prima classificate con la sindrome di Asperger, mentre i livelli 2 e 3 accolgono l'autismo infantile e altre forme che esigono forme di assistenza via via più complesse, a causa di deficit cognitivo e altre patologie spesso associate, mutismo, auto- ed etero-aggressività, ADHD, epilessie, anomalie nei movimenti ed altre ancora. Queste risultano essere presenti in modo altamente significativo, tanto da rendere sconsigliabile utilizzare per queste il termine "co-occorrenza", come se si trattasse di coincidenza casuale.
Nelle classificazioni internazionali l'autismo è attualmente considerato come disturbo. Tuttavia, alcuni ricercatori, in special modo quelli che ne sono anche portatori, hanno recentemente definito l'autismo un funzionamento neuro-cognitivo, parte della neurodiversità umana, con i relativi punti di forza, differenze e vulnerabilità in base al contesto ambientale. Da questo punto di vista, le persone autistiche potrebbero presentare delle differenze di funzionamento ma l'approccio è mirato all'accoglimento da parte della società delle peculiarità legate all'autismo, piuttosto che alla cura delle stesse. Si sa da tempo che la disabilità può essere ridotta e persino annullata agendo sui due fronti: riducendo le aspettative e i preconcetti da parte di una società e nel contempo supportando le capacità della persona mediante l'abilitazione o la riabilitazione.

### Rapporti storici fra autismo e psicoanalisi

#### Le origini dei rapporti
Prima di Leo Kanner, Melanie Klein descrisse negli anni Trenta del XX secolo un caso che lei chiamava di psicosi infantile e che oggi verrebbe diagnosticato come autistico. Dopo di lei e dopo Kanner, che dette il nome alla sindrome negli anni Quaranta, psicoanalisti come Margaret Mahler,  e presunti tali come Bruno Bettelheim, e in Inghilterra Frances Tustin, Donald Meltzer,  si occuparono di questi bambini dagli anni 60 alla fine del secolo, perseverando nell'errore di Kanner. Essi esportarono il concetto dalla Tavistock Clinic anche in Italia, con frequenti viaggi della Frances Tustin a Bologna e a Roma.
Anche con il loro stimolo, un crescente interesse veniva rivolto alle particolari differenze di comportamento, comunicazione e sviluppo in generale dei bambini e delle persone con autismo infantile e quelle con sindrome di Asperger, che prima era quasi del tutto ignorata, favorendo un aumento di conoscenze e di interesse nel campo della psicologia dello sviluppo e nella psichiatria dell'infanzia.
Dagli anni Ottanta, trovarono grande sviluppo le ricerche sull'attaccamento, l'infant research sulle interazioni precoci, le ricerche cognitiviste sulla teoria della mente e le indagini mediche epidemiologiche, genetiche e di neuroimaging, che svolgono attualmente un grande rilievo nella ricerca clinica.
Fin dalla sua prima descrizione dell'autismo, sia Leo Kanner (1943) sia Hans Asperger (1944) avevano ritenuto che si trattasse di una sindrome dovuta a una condizione organica. A differenza di Asperger, Kanner, compiendo un grave errore metodologico statistico, successivamente ipotizzò che l'autismo fosse provocato da cause psicodinamiche.
Soltanto nel 1969 ammise pubblicamente il suo errore, tornando alla primitiva ipotesi organica e scusandosi con le madri di bambini con autismo.
Vi è tuttora, seppur in termini molto diversi rispetto alle teorie di Kanner, una linea di riflessione sulle ipotetiche ed eventuali concause psicologiche dell'autismo, intese nel senso che, sulla base comunque di predisposizioni genetiche e neurologiche e col concorso di altri fattori ambientali, eventuali fattori psicologici o relazionali potrebbero avere un ruolo nelle comorbidità e/o nelle difficoltà percepite dalle persone dello spettro autistico.

#### Un'ipotesi consequenziale
Sulla base dell'errore di Kanner si era basata la seconda ipotesi che il bambino autistico fosse neurologicamente sano, e che la causa dell'autismo fosse individuabile solo in un ipotetico "rapporto inadeguato" con la madre. Per circa un ventennio questa ipotesi, oggi ritenuta scorretta, ha dominato la scena clinica internazionale, indirizzando spesso bambini e nuclei familiari esclusivamente verso trattamenti senza prove di utilità terapeutica. Bettelheim e la psicanalista Tustin (della Tavistock Clinic di Londra) sono stati tra i principali esponenti di questo approccio derivato dall'errore di Kanner, che diffusero a livello internazionale, ormai considerato desueto.
Anna Freud e Sophie Dann (1951), con un'indagine su alcuni bambini sopravvissuti ai campi di concentramento nazisti alla fine della Seconda guerra mondiale, avevano dimostrato che neppure quelle condizioni estreme di privazione di affetto potevano indurre comportamenti autistici.
Vi è un'elevatissima percentuale di concordanza dei dati epidemiologici nell'autismo infantile dei gemelli monozigoti, molto lontana da quella fra gli altri gemelli; si rileva spesso più di un caso fra i membri di una stessa famiglia e una forte prevalenza dell'autismo nei maschi (3 o 4 volte superiore rispetto alle femmine, o addirittura 20 volte superiore nella sindrome di Asperger), anche tenendo conto del mascheramento (fenomeno più diffuso fra le femmine). Tali osservazioni forniscono elementi a conferma del fatto che l'autismo è generato da cause di tipo genetico e neurologico, e non dall'inadeguatezza dell'amore materno.
Allo stesso modo, Asperger quasi contemporaneamente a Kanner aveva descritto dei soggetti nello spettro autistico (nella forma clinica che da lui prese il nome di sindrome di Asperger), indicando correttamente il cammino per identificarne le possibili cause, sottolineando la rilevanza di effettuare un intervento di abilitazione-riabilitazione delle capacità residue (da lui chiamato pedagogia curativa).
Quando le ricerche epidemiologiche e l'osservazione scientifica hanno rilevato che alla base della sindrome autistica esiste un deficit nel funzionamento neurologico, molti genitori come reazione hanno cominciato disperatamente a ricercare rimedi farmacologici e dietetici. Il desiderio di guarire induce molti genitori a scambiare per risultati positivi di farmaci e diete quelle variazioni positive dello stato di salute, che potrebbero essere ottenute anche mediante il placebo, il finto farmaco.
Su questo terreno giocano sul campo del marketing molti "venditori di illusioni" di trattamenti pseudoscientifici, che, approfittando dell'angoscia delle famiglie, propongono "cure nuove e miracolose", ma in realtà prive di effetti verificabili, o fanno pagare come "cura" ciò che a volte potrebbe essere ritenuta al massimo un'ipotesi di ricerca.

#### Critiche alla teorie della psicoanalisi classica
La psicoanalisi classica è stata accusata di colpevolizzare le figure genitoriali, in particolare quella femminile definita madre frigorifero, attribuendo la causa della sindrome a un disturbo dei rapporti primari con chi assume il ruolo di accudimento (lavoro di cura).
Bettelheim giunse anche a proporre come "terapia riabilitativa" il totale distacco dal nucleo familiare, la cosiddetta parentectomia:
Tale vecchio modello esplicativo e terapeutico è divenuto bersaglio di critiche, prima in America e poi in Europa, anche per via della progressiva maggiore diffusione di teorie biologiche nell'etiopatogenesi dei disturbi mentali, rispetto alle teorie psicogene che avevano dominato il campo in precedenza.
Tuttavia, in Italia per le persone autistiche vengono spesso attuati interventi basati su ABA, che tendono a ridurre i comportamenti problema, talvolta indipendentemente dalla volontà del soggetto. Tentare di ridurre i comportamenti problematici al fine di migliorare le abilità sociali può portare ad aumentare i comportamenti di camuffamento della propria identità. Il camuffamento, o masking, è associato a disturbi mentali, stati dissociativi, isolamento sociale e pensieri e comportamenti suicidari.

### Aspetti attuali del rapporto tra scienze psicologiche e autismo
Allo stato attuale, la questione del rapporto tra "psicoanalisi" e autismo è complessa, ma le classiche contrapposizioni dicotomiche non rappresentano lo stato dell'arte.
In primo luogo, non si deve confondere la più ampia psicologia clinica con la psicoanalisi: la psicoanalisi è un particolare indirizzo teorico della psicoterapia; inoltre, le ipotesi interpretative della psicoanalisi sulla "madre frigorifero" sono generalmente superate e rigettate.
La ricerca e l'intervento in psicologia clinica dello sviluppo ha prodotto una significativa quantità di dati scientifici verificati sui vari aspetti della genesi, della valutazione clinica, delle caratteristiche funzionali, delle possibili linee di supporto, accomodamento e sostegno nei confronti dei soggetti autistici e delle loro famiglie. Inoltre, in alcuni paesi i servizi sanitari pediatrici stanno passando da valutazioni diagnostiche ad una valutazione più olistica del neurosviluppo.
In secondo luogo, la stessa psicoanalisi, in parallelo al suo sviluppo clinico e teorico, ha abbandonato molte delle sue originali ipotesi in merito di cinquant'anni fa, revisionando le vecchie ipotesi sul ruolo dei genitori nella genesi dello spettro autistico. In effetti una grande quantità di ricerche, da John Bowlby in poi, ha mostrato come l'ambiente familiare influenzi grandemente lo sviluppo e le caratteristiche dei figli, malati e non. Le dinamiche familiari e le relazioni genitori-figli possono essere soggette a disfunzioni, divenendo fonte di malesseri, disagi, traumi o disturbi d'ansia come ad esempio il mutismo elettivo, o ancora concause dello sviluppo del disturbo di personalità borderline. Invece non si sono riscontrate prove che queste relazioni siano alla radice dell'autismo, il quale è sempre più riconosciuto come un funzionamento della mente con basi genetiche e neurologiche complesse, e meno come frutto di deficit relazionali precoci.

## Epidemiologia

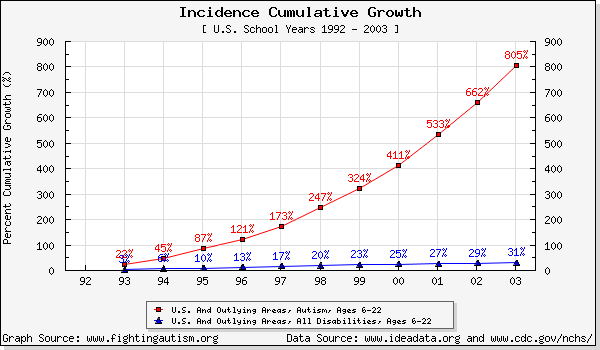
Grafico che mostra l'incremento della diagnosi di autismo negli Stati Uniti.

L'incidenza variava negli USA dal '90 ai primi anni 2000 da 5 a 50 persone su 10 000, a seconda dei criteri diagnostici impiegati, che si sono sviluppati e migliorati nel corso del tempo. È presente prevalentemente nei soggetti maschili con un tasso dalle due alle quattro volte (e talvolta anche sei/otto volte) superiore rispetto al sesso femminile; si evidenzia quasi sempre entro i primi 3 anni di vita.
Le prime indagini epidemiologiche di massa su condizioni dello spettro autistico sono quelle effettuate ogni due anni dai Centers for Disease Control and Prevention in 11 Stati degli USA: iniziate nel 2000, consideravano all'epoca soltanto gli individui di 8 anni, età utile per conoscere la diffusione dell'ASD di livello 1, ancora definito sindrome di Asperger nella classificazione ICD-10-CM dell'Organizzazione mondiale della sanità. La sindrome di Asperger generalmente si evidenzia più tardi dell'autismo infantile, che appare prima dei 3 anni. Il livello 1 ha contribuito pesantemente ad aumentare la prevalenza totale dell'ASD, che ha registrato i maggiori aumenti fra tutte le disabilità mentali. Negli USA la prevalenza dell'ASD nei bambini di 8 anni è cresciuta negli ultimi vent'anni, passando da 0,67% nel 2000 (1 su 150), a 2,3% nel 2018 (uno su 44) fino a 2,8% (uno su 36) nel 2020. Nello stesso anno, circa un terzo dei bambini con ASD presentava anche disabilità intellettiva.
Studi condotti in popolazioni generali in varie parti del mondo, senza tenere conto di criteri di esclusione o diagnosi differenziali, possono rilevare affidabilmente prevalenze attorno all'1% in tutte le fasce d'età.
All'interno del progetto europeo ASDEU (Autism Spectrum Disorders in the European Union), finanziato dalla Direzione generale per la salute e la sicurezza alimentare della Commissione Europea, l'Osservatorio nazionale per il monitoraggio dei disturbi dello spettro autistico dell'Istituto superiore di sanità ha stimato che la prevalenza in Italia al 2018 dello spettro autistico (così definito dal DSM-5) nei bambini della fascia d'età 7-9 anni è circa 1,35%.
Un recente studio dell'evoluzione epidemiologica dell'autismo in USA fino al 2020, e il confronto con altri Paesi, si ritrova nel sito del National Council of Severe Autism (NCSA) ad opera di Jill Escher. Nello stesso sito si trova anche la divisione per tipologie di sintomi.
L'ultima indagine del CDC riguarda il 2022: in essa si riscontra il 3,22% dei bambini di 8 anni (uno su 31) con la prevalenza di diagnosi di ASD nel DSM-5, oppure della Categoria dei Disturbi evolutivi globali dello sviluppo psicologico dell'ICD-10-CM nelle diagnosi F84.0, F84.3, F84.5, F84.8 o F84.9.
In Italia la categoria F84 dell'ICD-10, è oggi presente nel 34,8% del totale degli alunni con disabilità di tutte le scuole, ovvero circa 114mila allievi, 7mila in più rispetto all'anno precedente. La categoria F84 è oggi al 62,7% (era al 56,8% nell'anno precedente), nettamente prevalente su tutti gli altri disturbi nella scuola dell'infanzia. Resta il più diffuso disturbo nella primaria col 39,1%.
La grande diversità nelle stime è dovuta alla variabilità dei criteri diagnostici e alle differenze metodologiche degli studi da cui tali stime si originano. La prevalenza aumenta per l'aumento reale del fenomeno e per varie altre cause: la diffusione della conoscenza di questo spettro di esperienze nella popolazione generale, il miglioramento del contesto culturale e socioeconomico verso le persone nello spettro autistico e la maggiore formazione dei medici sul tema.

### Aspetti socio-culturali
Internet e i social network hanno aiutato alcune persone autistiche a superare gli ostacoli nelle interazioni sociali legate a differenti percezioni dei segnali non verbali e dello scambio emozionale. Internet ha permesso di formare comunità in rete e lavorare da remoto, favorendo il senso di adattamento.
Gli aspetti sociologici e culturali dell'autismo si sono in parte sviluppati: alcuni nella comunità tentano cure, altri affermano che la neurodiversità autistica sia un altro modo di funzionare e percepire il mondo, tra le varie neurodivergenze.
Anche le persone autistiche classificate "livello 1 dell'ASD" nel DSM-5 e "Sindrome di Asperger" nell'ICD 10 CM vivono difficoltà in ambito sociale. Alcuni preconcetti, stigma o discriminazioni hanno un impatto sul benessere di queste persone e le possono portare a nascondere i tratti autistici visti negativamente per adattarsi al contesto sociale. Spesso la persona può internalizzare lo stigma, ma la comprensione di sé sembra essere un fattore protettivo verso gli stereotipi interiorizzati.

## Eziologia
L'autismo ha cause organiche. In alcuni casi è correlato con anomalie genetiche, dovute a una mutazione spontanea di parte del DNA, oppure trasmessa per via ereditaria. Ad oggi (2025) si conoscono 192 geni che da soli provocano l'autismo. Il numero di questi geni è in aumento. Attualmente si stima che siano la causa di un quarto dei casi.
Molte di più sono le combinazioni di geni che si ritrovano in altri casi. In altri è stato ipotizzato che la condizione sia conseguente a una lesione congenita di una o più strutture del sistema nervoso centrale in via di sviluppo, per azione di cause vascolari, infettive o tossiche

### Fattori di rischio
Costituiscono fattori di rischio, oltre a possibili anomalie genetiche e metaboliche, pregressi episodi familiari di autismo o di altre condizioni del neurosviluppo.
Altro fattore è la nascita pretermine del bambino, in particolare se alla nascita vi è un peso notevolmente sotto la media.
Altro ipotetico fattore di rischio come possibile causa di sviluppo dell'autismo è stato associato ad una presunta carenza di vitamina D durante la gravidanza.
Uno studio epidemiologico finanziato dall'organizzazione Autism Speaks e pubblicato il 9 giugno 2015 sulla rivista Molecular Psychiatry mette in luce una correlazione tra lo sviluppo dell'autismo e l'età dei genitori. Dall'analisi dei dati raccolti dall'International Collaboration for Autism Registry Epidemiology (iCARE) su 5,7 milioni di bambini in cinque paesi emerge che il rischio maggiore si registra nelle madri adolescenti e nei padri oltre i cinquant'anni. La percentuale di autismo è risultata infatti del 66% superiore nei figli nati da padri "over 50" rispetto a quelli nati da padri ventenni e del 18% superiore nei figli con madri adolescenti rispetto a madri ventenni.

### La frode scientifica della falsa ipotesi vaccinale
È invece ormai completamente screditata una vecchia ipotesi sulla presunta causa vaccinale: l'ipotesi, avanzata da Andrew Wakefield, si è rivelata poi una frode scientifica, in quanto il suo studio, poi ritrattato dall'editore, era fondato sulla scorretta manipolazione di dati sperimentali. Wakefield, come riporta il British Medical Journal, percepì un alto compenso in denaro per asserire la falsa evidenza di una correlazione fra il disturbo e l'assunzione del vaccino trivalente (contro morbillo, parotite e rosolia).
La pubblicazione di Wakefield spinse ad avviare una serie di altri studi su una più ampia popolazione, per comprendere se realmente esistesse una correlazione o meno. Nessuna di queste ricerche ha mai confermato i dati, del tutto errati, di Andrew Wakefield. Ad esempio, un noto studio condotto in tutti i bambini nati in Danimarca dal 1991 al 1998, cui venne somministrato il vaccino (un ampio campione di quasi mezzo milione di bambini) non trovò alcuna differenza nell'incidenza di autismo rispetto ai bambini non vaccinati. Quella non fu l'unica smentita di tale affermazione: nel corso del tempo sono stati condotti molti studi dalle conclusioni sovrapponibili a quello danese, anche pubblicati sulla stessa rivista The Lancet e su campioni differenziati per età e sesso, arrivando sino al 2008.
Inoltre, è stato totalmente escluso il ruolo del thimerosal quale fattore di rischio.
Infine, l'ipotesi ha subìto un'ulteriore forte smentita a opera di uno studio giapponese, nel quale si è evidenziato che, nonostante la sospensione completa della vaccinazione trivalente nel 1993, l'incidenza della patologia è continuata ad aumentare.
La vicenda terminò con la ritrattazione di dieci fra i dodici ricercatori che avevano pubblicato lo studio manipolato del 1998.
Nel maggio 2010, al termine delle indagini del General Medical Council inglese, Wakefield è stato espulso dall'Albo dei Medici, per via del suo comportamento "disonesto, fuorviante e irresponsabile", nel corso di "numerosi gravi episodi di cattiva pratica professionale" legati alle sue scorrette ricerche sull'autismo, e The Lancet ha definitivamente ritrattato lo studio erroneo che aveva pubblicato nel 1998.
Nel gennaio 2011, il British Medical Journal ha pubblicato un'ampia inchiesta sull'argomento, da cui emerge definitivamente il profilo fraudolento della falsa ipotesi vaccinale, e di come alcuni protagonisti della vicenda abbiano dichiarato il falso dietro compenso economico, realizzando, così, una fraudolenta campagna di raccolta fondi a scopo di lucro personale.

## Caratteristiche cliniche
L'autismo è un funzionamento della mente, attualmente definito in ambito medico e psicologico come disturbo del neurosviluppo altamente variabile che inizialmente appare durante l'infanzia e in genere segue un percorso costante senza che vi sia una remissione. Gli individui autistici possono avere alcuni aspetti della propria vita gravemente compromessi, ma altri possono apparire "normali" secondo ciò che è ammesso dalla società. Le caratteristiche autistiche, nonostante siano innate, iniziano lentamente a manifestarsi a partire dall'età di sei mesi, fino ad essere più espliciti dall'età di due o tre anni e continuando ad aumentare fino all'età adulta, anche se spesso in una forma meno evidente.
Il funzionamento autistico si distingue non da una singola peculiarità, ma da una triade di caratteristiche:
1. differenze nell'interazione sociale: il contatto visivo non è spesso istintivo poiché contribuisce al sovraccarico sensoriale;[87] inoltre una preferenza per dialoghi basati su interessi specifici e/o condivisi è comune.[88]
2. diverse abilità nella comunicazione: linguaggio letterale con minore comprensione delle metafore astratte, utilizzo di strumenti alternativi (disegni, codici, musica) per esprimere emozioni;
3. interessi profondi e comportamenti ripetitivi.[89]: focalizzarsi su pochi argomenti in modo approfondito sviluppa competenze elevate nel proprio campo, invece i comportamenti ripetitivi (dondolio, vocalizzi, battere le mani, manipolare oggetti) sono modi che ha il corpo di comunicare emozioni di gioia o per autocalmarsi, in base al contesto.[90][91]

Altri fattori, come una sensibilità all'ingiustizia e un'alimentazione atipica (preferenza per cibi con certe consistenze, temperature e sapori) dovuta probabilmente a differenze nei recettori del gusto, sono anch'essi frequenti, tuttavia non rivestono un'importanza cruciale per la diagnosi.  La sensibilità della mente autistica permette anche di ricordare scene passate con precisione (colori, odori, posizioni oggetti), molte persone autistiche non percepiscono il tempo come lineare (passato e presente possono coesistere per chi è autistico), questo spiegherebbe perché i traumi per le persone autistiche sono più difficili da elaborare.
Alcune caratteristiche comuni associate all'autismo possono manifestarsi anche nella popolazione generale; tuttavia, per poter qualificare un individuo nello spettro autistico, è fondamentale valutare le peculiarità della situazione. L'autismo presenta comorbilità con altre patologie del neurosviluppo come ad esempio l'ADHD.

### Burnout autistico
Il burnout autistico è un termine non medico che indica uno stato di esaurimento fisico, mentale ed emotivo e di ritiro caratterizzato, secondo la studiosa Julianne Higgins, da una o più delle seguenti caratteristiche:
1. riduzione significativa del funzionamento sociale, occupazionale, educativo, accademico, comportamentale o di altre aree importanti;
2. confusione/nebbia mentale con difficoltà nelle funzioni esecutive(memoria di lavoro, flessibilità cognitiva, regolazione delle emozioni) e/o stati dissociativi;
3. aumentata intensità di tratti autistici, con ridotta capacità di mascherare le proprie caratteristiche.[96]

La ricercatrice Dora Raymaker definisce il burnout autistico come "vedere tutte le proprie risorse interne esaurite oltre ogni limite e ritrovarsi senza una squadra di pulizia."

### L'isolamento autistico
La chiusura o isolamento autistico, che è quello che dà il nome a questa condizione, si attua prevalentemente nei confronti del mondo esterno, nei casi più gravi questa estrema difesa può essere attuata anche nei confronti di una parte degli stimoli che provengono dalla propria mente o dal proprio corpo. Questa chiusura, che nasce dal bisogno di proteggersi da stimoli ambientali sensorialmente troppo intensi e dolorosi per poterli gestire e sopportare,  può essere più o meno intenso e quindi può escludere in modo parziale o totale gli altri giungendo a evitare esseri umani, a volte animali e oggetti.
Le persone autistiche descrivono questo stato di depressione usando vari simbolismi: Pier Carlo Morello la descrive come chiudersi dentro una cupola di vetro, posta sopra una laguna ghiacciata; Temple Grandin usa invece la similitudine delle porte o dei pannelli di vetro dentro i quali si sentiva intrappolata; Donna Williams descrive la chiusura autistica come la ricerca di uno stato mentale pieno di luce, colore e incanto, allo scopo di fuggire dalla penosa realtà nella quale viveva, così da trovare un indispensabile, necessario conforto.
Questo allontanarsi ed estraniarsi dalla realtà che circonda la persona e perdersi nel proprio mondo interiore è una risposta rispetto al mondo esterno che può avvenire in modo involontario e istintivo. Donna Williams, ad esempio, utilizzava i puntini colorati presenti nell'aria, i disegni della carta da parati, la ripetizione di alcuni rumori per autoregolarsi. Pier Carlo Morello, invece, per estranearsi dal mondo esterno, si chiudeva nella sua stanza e utilizzava la fantasia e la musica.
Per Bettelheim il chiudersi in sé stessi a un'età molto precoce blocca e altera lo sviluppo psichico del bambino lasciandolo insicuro, fragile e immaturo, con conseguente impossibilità di gestire pensieri, emozioni e i propri comportamenti, così da poter sviluppare tutte le sue potenzialità intellettive e creative, sociali e relazionali.
Le persone che stanno accanto a bambini o adulti autistici spesso possono provare a riportarli alla realtà utilizzando modi non adeguati come i rimproveri e i richiami, mentre sarebbe molto più utile riuscire a creare una relazione efficace, adoperando ascolto, empatia e delicatezza ad esempio, giocando con loro, senza costrizioni o condizionamenti (gioco libero autogestito).

### Pensiero e ideazione
Le difficoltà emotive delle persone autistiche, modificano e alterano, oltre che le loro capacità sensoriali, anche quelle ideative, generando pensieri confusi e disorganizzati (Franciosi), (Sullivan) Secondo De Rosa, "se questi disturbi sono gravi, questi bambini o adulti perdono, almeno in parte, la capacità di ordinare in modo coerente i pensieri, le idee e le sensazioni, con conseguente difficoltà, e in alcuni casi impossibilità, di comprendere le parole, i gesti e le situazioni presenti nella vita quotidiana. Pertanto, agli osservatori, i loro comportamenti appariranno "strani" o inusuali, rispetto a ciò che abitudinariamente è più o meno approvato nella società.
Le persone autistiche che hanno potuto descrivere il loro funzionamento mentale, spesso si sentono poco accolti nella società, parlano di un mondo interiore confuso e caotico, minaccioso e spaventoso (Grandin): "Si immagini uno stato di iperattivazione nel quale si è inseguiti da un pericoloso aggressore in un mondo di caos totale".
Un mondo interiore nel quale si può avere l'angosciosa sensazione di finire in pezzi da un momento all'altro (Frith). Un mondo nel quale vi è difficoltà a capire quale sia la logica che sta dietro le cose e gli avvenimenti (Joliffe, citata da Grandin). Un mondo del tutto incomprensibile, che impedisce il controllo del pensiero sulle attività che si vogliono svolgere (Williams).
Tutte queste difficoltà psicologiche sono, tra l'altro, facilmente rilevabili e comunicate attraverso i loro disegni e racconti, che ne permettono l'espressione delle emozioni.
A questo confuso e caotico mondo sia interiore che esteriore, essi cercano di porre rimedio utilizzando una serie di difese: come i comportamenti stereotipati, i precisi rituali e i comportamenti routinari (Joliffe, citata da Grandin). In altri casi, per ottenere un minimo di serenità e gioia interiore, queste persone utilizzano dei giochi solitari, come il lavorare con i numeri o l'appassionarsi e focalizzare costantemente l'attenzione su determinate, specifiche tematiche.
Per fortuna queste alterazioni psichiche, soprattutto nei bambini, non sono stabili, tanto che possono migliorare, fino a scomparire, nel momento in cui il loro mondo interiore riacquista un buon grado di serenità (Tribulato, p. 170).

### L'attenzione
L'attenzione selettiva è la capacità che ha il cervello di focalizzare il proprio pensiero su un determinato argomento o oggetto e di mantenere questa focalizzazione, ignorando stimoli distanti. Buone capacità di attenzione si hanno anche quando si riesce a dividere l'attenzione tra vari oggetti o argomenti, senza confinarla su un unico oggetto o tema (attenzione divisa). Questa capacità dipende in gran parte dalla corteccia frontale, la quale è in grado di facilitare o bloccare tutte quelle informazioni che riguardano il compito che, per quella determinata persona, è prevalente in quel momento. Inoltre l'attenzione è strettamente legata al fenomeno fisiologico della mente vagante (mind wandering), che consiste nello spostare l'attenzione dall'attività che si sta svolgendo a sensazioni interne, pensieri e preoccupazioni personali. Questo fenomeno caratterizza il 25-50% dell'attività della nostra mente durante la veglia. È evidente che ciò comporta il distrarsi dal compito che si sta svolgendo in quel momento. Ciò avviene soprattutto nei periodi di stress e stanchezza e si manifesta maggiormente nelle persone tristi, preoccupate, ansiose o depresse. L'attenzione autistica è generalmente immersiva e selettiva, cioè le persone autistiche possono concentrarsi su un singolo interesse o compito per varie ore, ignorando distrazioni o richieste esterne. Pertanto, è possibile ritrovare difficoltà nell'attenzione nelle persone dello spettro autistico ad esempio in contesti scolastici, le quali spesso, a causa di suoni, rumori, luci o altri stimoli sensoriali non riescono a seguire il pensiero o l'attività del momento, sui quali viene richiamata o vorrebbero porre la loro concentrazione, così come non riescono a seguire il pensiero e il ragionamento degli altri, a causa della costante presenza di svariate e coinvolgenti emozioni interne di stress paura, angoscia e la sofferenza.

### La preferenza per la stabilità e la prevedibilità
il cervello delle persone autistiche si basa maggiormente su schemi prevedibili e chiari, così da ridurre l'incertezza sensoriale e il troppo sforzo cognitivo. Una delle tante caratteristiche attualmente attribuite ai bambini autistici è la presenza di una scarsa flessibilità nel pensiero e una notevole resistenza ai cambiamenti, tuttavia è naturale che gli esseri umani possano resistere ai cambiamenti. Gli individui autistici avvertono un terrore fobico, quando sono allontanati dal loro ambiente, se viene cambiata la collocazione degli oggetti o l'aspetto delle stanze della loro casa o se la routine giornaliera viene modificata. Caratteristica in questi bambini è la ritualizzazione di alcune abituali attività quotidiane, quali il mangiare, il lavarsi, l'uscire da casa. Attività che essi hanno bisogno si svolgano secondo delle sequenze rigide e immutabili.
Pertanto fanno di tutto affinché le situazioni, gli oggetti e gli orari non cambino e restino come sono. Dice la Grandin: "Ogni alterazione della routine provoca attacchi di panico, ansia e una risposta di fuga, a meno che alla persona non venga insegnato cosa fare quando qualcosa va storto".
Secondo Brauner e Brauner, la causa prima del bisogno d'immutabilità è l'angoscia che pervade la mente delle persone autistiche. Angoscia che essi cercano di combattere e controllare continuamente, anche mediante la ricerca dell'immutabilità e dell'ordine. Giacché ogni cambiamento e ogni spostamento degli oggetti o delle normali abitudini accentuano l'instabilità della loro psiche e aggravano le loro ansie e le loro paure, al punto tale da non riuscire più a controllare efficacemente l'acuta sofferenza che essi provano costantemente.
Tuttavia, questa è una prospettiva limitante, non tiene conto che i bambini autistici necessitano di prevedibilità ma in altri momenti o subito dopo aver ordinato i loro giocattoli in modo ordinato e preciso, quando sono lasciati liberi di agire e quindi non sono coartati da regole severe, amano "scatenarsi", buttando gli stessi giocattoli a terra o in aria, creando in tal modo dei momenti di indescrivibile disordine, a volte alternando momenti di ordine e momenti di disordine. Nei confronti dei bambini autistici, oltre all'ascolto attivo è efficace rispettare e seguire i loro bisogni e necessità emotive del momento, evitando pressioni e forzatura in modo tale che essi avvertano l'impegno degli altri a non trascurare le loro necessità,

### Sviluppo sociale
I deficit sociali distinguono l'autismo dagli altri disturbi dello sviluppo, secondo l'approccio medico attuale. Gli individui autistici presentano difficoltà sociali e spesso non hanno gli stessi comportamenti che molte persone danno per scontati. La famosa attivista autistica Temple Grandin ha spiegato che la sua incapacità nel comprendere la comunicazione sociale dei neurotipici, o persone con uno sviluppo neurale tipico, la fa sentire come "un antropologo su Marte".
Uno sviluppo sociale atipico diventa evidente nella prima infanzia. I bambini autistici mostrano meno attenzione agli stimoli sociali, sorridono e osservano gli altri meno spesso e rispondono meno frequentemente al proprio nome. Inoltre essi differiscono più incisivamente riguardo alle norme sociali; per esempio, essi guardano meno gli altri negli occhi e non hanno la possibilità di utilizzare dei semplici movimenti per esprimersi, come ad esempio indicare le cose. I bambini dai tre a cinque anni con autismo hanno meno probabilità di comprendere le dinamiche sociali, di avvicinare gli altri spontaneamente, di imitare e rispondere alle emozioni, di comunicare non verbalmente e alternarsi in una discussione. La maggior parte dei bambini autistici mostrano meno attaccamento sicuro rispetto ai bambini neurotipici, anche se questa differenza non si rileva in coloro che hanno un più alto sviluppo intellettivo o una condizione autistica meno grave. I bambini più grandi e gli adulti con disturbo dello spettro autistico presentano risultati peggiori nei test visivi riguardo al riconoscimento delle emozioni facciali, anche se ciò può essere in parte dovuto ad una minore capacità di definire le proprie emozioni.
I bambini autistici soffrono di una solitudine più intensa e frequente rispetto ai coetanei non-autistici, nonostante l'erronea credenza comune che i bambini con autismo preferiscano essere soli. Crearsi amicizie e coltivarle si rivela spesso difficoltoso, ma la qualità delle amicizie, e non il numero di amici, influisce maggiormente sulla solitudine. Amicizie funzionali, quali quelle che scaturiscono da inviti alle feste o da attività sociali, possono influire più incisivamente sulla qualità della vita.
Vi sono molti rapporti aneddotici, ma pochi studi sistematici, riguardo ad atteggiamenti aggressivi o violenti da parte di individui autistici; dati limitati indicano che, nei bambini con ritardo mentale, l'autismo può essere correlato con aggressività, danneggiamenti e capricci.

### I rapporti con le altre persone
I rapporti delle persone autistiche con persone non-autistiche possono essere notevolmente difficili. Per spiegare le difficoltà sociali e relazionali come: sottrarsi al dialogo e allo sguardo degli altri; non accettare talvolta le richieste che sono a loro effettuate; non condividere le gioie, gli interessi e gli obiettivi delle persone care; avere desiderio di rimanere soli; non rispondere ai sistemi educativi predominanti come ci si aspetta e così via.
È stata avanzata l'ipotesi di una loro congenita mancanza di capacità empatiche, correlata a una disfunzione dei neuroni specchio. Tuttavia non è certo che questi disagi della sfera relazionale e sociale siano il risultato di una semplice disfunzione di questi particolari neuroni, ma piuttosto di un divario di stili di comunicazione tra chi è autistico e i soggetti neurotipici.
Infatti, le persone autistiche avvertono sistematicamente che le persone con le quali si rapportano spesso non sono in grado di capire il loro mondo interiore, i loro bisogni, i motivi dei loro atteggiamenti, e le difese che essi mettono in campo per gestire, diminuire o allontanare le emozioni più angoscianti e dolorose delle quali soffrono. Pertanto le persone con le quali comunicano non attuano quei comportamenti e atteggiamenti, da loro desiderati, che possono rendere la relazione efficace e adatta ai loro bisogni.

Scrive De Rosa:
Se io e voi ci trovassimo nella stessa stanza, seduti attorno a un tavolo per un incontro, dopo un po' mi vedreste alzarmi, ridere, fare piccole corsette qua e là per la stanza e, con una mano stesa tra la mia bocca e il mio orecchio, raccontare storie tra me e me. È solo un modo inoffensivo per gestire le mie emozioni, ma vi assicuro che la maggioranza di voi neurotipici entra in ansia per un comportamento ritenuto insolito, se non addirittura sconveniente.
Poiché essi non si sentono compresi nei loro bisogni e desideri, avvertono sia i bambini che gli adulti che rientrano nella normalità come apportatori di problemi, ansie, sofferenza e dolore. Pertanto, i rapporti che essi hanno nei confronti degli altri esseri umani sono spesso improntati a sfiducia, diffidenza, sospetto, se non a notevole paura, Tanto che non amano e a volte hanno insofferenza verso gli oggetti che li rappresentano: le bambole e i bambolotti e accettano più facilmente le indicazioni che provengono da un registratore piuttosto che quelle dettate dalle persone.
Per quanto riguarda i rapporti con gli altri bambini, essi spesso non amano partecipare ai giochi di questi, tanto che preferiscono restare da soli,  poiché, giocare con i coetanei, non è per loro piacevole e divertente; sia per la differenze con i coetanei, sia per la difficoltà che avvertono negli altri bambini, nel giocare così come loro desidererebbero. Secondo uno studio, i bambini che non conoscono l'autismo non riescono ad interpretare i segnali dell'altro e viceversa. Inoltre, spesso giudicano le espressioni pronunciate delle persone autistiche come "imbarazzanti" o "strane". Tali percezioni potrebbero influenzare la qualità della relazione o ridurre l'intenzione di un'interazione sociale. Il problema sembra bidirezionale in quanto gli individui neurotipici hanno difficoltà a interpretare gli stati mentali delle persone autistiche e anche questi ultimi presentano difficoltà.

### Il rapporto con gli oggetti
I rapporti che i soggetti autistici hanno nei confronti degli oggetti sono certamente migliori e più intensi, rispetto a quello che essi hanno verso gli esseri umani con i quali, invece, hanno notevoli difficoltà a instaurare dei legami forti e positivi. Ciò avviene perché gli oggetti accettano, senza criticare, riprendere, punire o protestare, il loro bisogno di ordine, le loro stereotipie, nonché i loro momenti di "distruttività". Inoltre gli oggetti accolgono le loro emozioni positive, così come loro sono in grado di esprimerli. Verso alcuni di questi (oggetti pegno) questi bambini e adulti possono avere un attaccamento notevole, tanto da portarli sempre con sé (Brauner A. e Brauner F.). La Williams, ad esempio, era particolarmente legata a un profumo e a degli oggetti di lana, a causa della calda e positiva esperienza che la donna aveva avuto da bambina con la nonna, la quale, nel tempo, le aveva dimostrato rispetto, affetto e comprensione. Poiché gli oggetti di attaccamento sono dei regolatori emotivi, essi possono offrire conforto e stabilità aiutano ad affrontare meglio emozioni come ansia, paura, sovraccarico e i momenti di difficoltà.

### Comunicazione
Da circa un terzo alla metà degli individui autistici non sviluppa un linguaggio considerato sufficientemente naturale in grado di soddisfare le proprie esigenze di comunicazione quotidiana. Le differenti modalità di comunicazione possono essere evidenti fin dal primo anno di vita e possono includere insorgenza ritardata di lallazione, gesti inusuali, diminuzione della reattività e modelli vocali non sincronizzati. Nel secondo e terzo anno, i bambini autistici hanno un utilizzo di consonanti, di parole, di combinazioni di parole e di lallazione, meno frequente e meno diversificata; i loro gesti sono meno frequentemente integrati con le parole. I bambini autistici sono meno inclini a fare richieste o a condividere esperienze e sono più propensi a ripetere semplicemente le parole degli altri (ecolalia) o ricorrere all'inversione dei pronomi. Vi possono essere dei problemi nel sostenere un discorso funzionale e le difficoltà nell'attenzione sembrano essere comuni nei bambini autistici: ad esempio, essi possono guardare la mano che punta al posto dell'oggetto puntato. Inoltre, possono presentarsi difficoltà con il gioco fantasioso e nella simbolizzazione linguistica.
In alcuni studi, bambini con autismo ad alto funzionamento di età compresa tra gli 8 e i 15 anni, hanno eseguito come e meglio degli adulti controlli della lingua di base che coinvolgevano il vocabolario e l'ortografia, sia in abbinato che individualmente. Tuttavia si è visto che gli individui autistici avevano ottenuto risultati peggiori nei compiti linguistici complessi, come il linguaggio figurativo, la comprensione e l'inferenza. Questi studi hanno quindi suggerito che le persone che comunicano con individui autistici sono più propensi a sopravvalutare quello che il proprio interlocutore recepisce.

### Comportamento ripetitivo
Le persone autistiche mostrano molte forme di comportamento ripetitivo o limitato, categorizzati come segue secondo la Repetitive Behavior Scale-Revised (RBS-R):
- La stereotipia è un movimento ripetitivo, come la mano svolazzante o il dondolio della testa e del corpo.
- Un comportamento compulsivo è previsto e sembra seguire regole, come la disposizione degli oggetti in pile o linee.
- Monotonia: è la resistenza al cambiamento; per esempio, insistendo sul fatto che i mobili non debbano essere spostati.
- Un comportamento ritualistico comporta un modello invariabile delle attività quotidiane, come ad esempio un'alimentazione immutabile e un rituale nella vestizione.[154]
- Il comportamento limitato è focalizzato sugli interessi o sulle attività, come ad esempio l'attenzione ad un unico programma televisivo, ad un unico giocattolo o un gioco in particolare.
- L'autolesionismo comprende movimenti che possono danneggiare o ferire se stessi.[153]

Nessun singolo comportamento ripetitivo o autolesionistico sembra, tuttavia, essere specifico per l'autismo, ma l'autismo sembra avere una probabilità più elevata di questi comportamenti. Gli adulti autistici sostengono che questi comportamenti possano servire come meccanismo di coping adattivo, che aiuta loro a calmarsi, comunicare emozioni e pensieri intensi e a gestire l'auto-regolazione.

### Sonno
A causa di varianti di alcuni geni nel cervello autistico, alcuni hanno una produzione di melatonina ritardata di 2-4 ore, mostrando picchi di energia serale con un'attivazione del cervello maggiore. All'interno dell'Unione europea viene utilizzata la melatonina come trattamento dell'insonnia o di difficoltà nel sonno nei bambini autistici dai 2-18 anni. La loro sensibilità verso vari stimoli esterni può influire, ad esempio luci LED, rumori notturni percepiti più intensamente o tessuti del pigiama. Inoltre, se gli stimoli durante la giornata sono stati intensi, il cervello autistico ha bisogno di più tempo per elaborare. Tutto ciò favorisce casi di disturbi del sonno, spesso presenti nelle persone autistiche.
"L'insonnia, della quale essi possono soffrire, può essere calma o agitata. Nell'insonnia calma il bambino resta con gli occhi sbarrati ma non piange o grida, in quella agitata il bambino grida, mugugna o urla, in preda alle paure o all'angoscia, senza riuscire a calmarsi, così da potersi abbandonare al sonno (De Ajuriaguerra e Marcelli)."

Il sonno è anche turbato dai sogni ansiosi, dagli incubi e dai terrori notturni, durante i quali il bambino si sveglia, con gli occhi stravolti, urlando, angosciato per qualcosa che vede o sente, senza riconoscere chi gli sta attorno  (De Ajuriaguerra e Marcelli). Racconta la Williams:
"Il terrore mi invase, carponi sul pavimento, piangevo come un bambino. Sentivo il freddo e la durezza delle piastrelle e fissavo le mie mani allungate verso di esse. Sentivo di non riuscire a respirare. Provai la paura dell'ignoto che si annidava da qualche parte della stanza. Gemetti, terrorizzata, smarrita e indifesa. Mi rannicchiai, tremando di paura e mi dondolai come un bambino". 
In questa situazione sono possibili anche allucinazioni visive e uditive (Williams).
Poiché i disturbi del sonno sono causati da una psiche iperattivata e sensibile, che può scontrarsi con un mondo non sempre adatto alle loro esigenze, la soluzione sta nel minimizzare gli eventi stressanti e modificare l'ambiente con luci calde, ambienti insonorizzati per quanto possibile, utilizzare rumori bianchi o cuffie antirumore, ma adattando tutto in base alle esigenze della persona.

### Comorbilità ed altre caratteristiche
L'autismo si trova a volte associato ad altre condizioni che differenziano in qualche modo la tipica funzionalità del sistema nervoso centrale: disturbo da deficit di attenzione/iperattività (ADHD), epilessia, sclerosi tuberosa, sindrome di Rett, sindrome di Down, sindrome di Landau-Kleffner, fenilchetonuria, sindrome dell'X fragile, rosolia congenita. Disordini geneticamente riconducibili a un'alterazione dei normali meccanismi fisiologici espressi dal gene FMR-1.
Gli individui autistici possono presentare alcuni sintomi che sono indipendenti dalla diagnosi, ma che possono influenzare la loro vita o la loro sfera famigliare. Si stima che da circa lo 0,5% al 10% delle persone con autismo manifestano abilità varie, che vanno dalle notevoli capacità in attività specifiche, come una straordinaria capacità di memorizzazione di dettagli irrilevanti, allo sviluppo di condizioni note come "sindrome del savant". Molte persone appartenenti allo spettro autistico mostrano abilità superiori alla popolazione generale, nella percezione e nell'attenzione.
Anomalie sensoriali si riscontrano in oltre il 90% dei casi, anche se non vi è alcuna prova che i sintomi sensoriali differenzino l'autismo dagli altre condizioni dello sviluppo.
Si stima che circa dal 60% all'80% delle persone autistiche abbiano segni motori che includono scarso tono muscolare, aprassia e deambulazione prevalente sulle punte. I deficit nella coordinazione motoria sono molto diffusi negli individui con autismo.
In circa i tre quarti dei bambini con autismo, si riscontra un insolito comportamento alimentare. La selettività è il problema più comune, anche un'alimentazione rituale e il rifiuto del cibo si possono verificare; Tuttavia, ciò non sembra causare episodi di malnutrizione. Anche se alcuni bambini con autismo presentano sintomi gastrointestinali, vi è una mancanza di dati rigorosi pubblicati a sostegno che ciò si verifichi maggiormente rispetto alla media dei coetanei.
Si possono anche manifestare ansietà; disturbi del sonno; toe walking; altre patologie del neurosviluppo come l'ADHD.
I genitori dei bambini autistici sono colpiti da livelli più elevati di stress. I fratelli di bambini con disturbo dello spettro autistico presentano generalmente un rapporto di maggiore ammirazione e di minor conflittualità con il fratello, in modo simile a quello che avviene con i fratelli di bambini con sindrome di Down. Tuttavia, si è osservato che i primi avevano livelli più bassi di vicinanza e di intimità rispetto ai fratelli di bambini con sindrome di Down.

## Variabilità individuale
L'intensità e le caratteristiche dell'autismo variano molto da individuo a individuo, essendo uno spettro complesso e non lineare. La presenza o la visibilità di caratteristiche tipicamente autistiche può variare molto tra persone autistiche, con il tempo, o se la persona sta camuffando il suo comportamento. Ad esempio, alcune persone autistiche possiedono un'alta capacità di calcolo logico-matematico, sensibilità musicale, eccezionale memoria audio-visiva, attenzione ai dettagli o altre capacità considerate "fuori dall'ordinario", come ad esempio la capacità di riprodurre ritratti e paesaggi molto fedeli su tela senza possedere nozioni tecniche di disegno o pittura, o riconoscere texture e colori ad altri impercettibili, grazie alla loro unica percezione sensoriale.
L'autismo può essere associato ad altre varianti del neurosviluppo come l'ADHD, la disprassia, la sinestesia. Per esempio, lo spettro autistico e l'ADHD possono co-esistere e sovrapporsi nella stessa persona, le due condizioni si combinano creando un profilo neurocognitivo distinto, talvolta definito AuDHD, sebbene non sia un termine medico o attualmente inserito e riconosciuto dai manuali diagnostici.
Normalmente i sintomi, che solo ad un primo impatto possono sembrare simili alle caratteristiche dell'introversione, in realtà si manifestano come un vero e proprio ritiro autistico (nel senso di comportamenti ritenuti non sempre comprensibili, a causa dei quali la persona si trova esposta a un alto rischio di isolamento sociale), dovuto a alterazioni nelle aree funzionali descritte qui di seguito:

### Comunicazione verbale e non verbale
Per Vivanti G. "Molti bambini con autismo, una percentuale che varia tra il 20% e il 50%, non acquisiscono alcun tipo di linguaggio verbale. Un altro 25 % acquisisce alcune parole tra i 12 ed i 18 mesi e poi va incontro a una regressione associata alla perdita del linguaggio verbale". I soggetti che sono in grado di utilizzare il linguaggio si esprimono in molte occasioni in modo bizzarro; spesso ripetono parole, suoni o frasi sentite pronunciare (ecolalia). L'ecolalia può essere immediata (ripetizione di parole o frasi subito dopo l'ascolto), oppure ecolalia differita (ripetizione a distanza di tempo di frasi o parole sentite in precedenza).

Accanto alle ecolalie sono spesso presenti le stereotipie verbali (il bambino ripete parole o frasi non collegate alla situazione e ai vissuti del momento). Alcuni bambini con autismo inventano nuove parole (neolinguaggio)  Vi può essere anche una differenza nella melodia del linguaggio che può apparire cantilenante o formale e manierato, come se stessero leggendo un libro. Anche se le capacità imitative sono integre, le persone autistiche spesso hanno notevoli difficoltà a impiegare i nuovi apprendimenti in modo costruttivo a situazioni diverse da quelle che li hanno generati in prima istanza. Pertanto:
"Comunicare con una persona con Disturbo Autistico può essere difficile o impossibile per motivi diversi e apparentemente opposti. Ai due estremi del continuum ci sono da un lato soggetti che non hanno mai acquisito il linguaggio e non rispondono e non danno inizio ad alcuno scambio comunicativo, dall'altro soggetti che avviano continuamente conversazioni utilizzando un vocabolario ricco e formalmente appropriato, ma che non sono in grado di adeguare in modo flessibile la comunicazione al contesto interattivo, di mantenere la reciprocità e l'alternanza di turni nello scambio comunicativo e di interpretare correttamente tutti gli scambi comunicativi espressi dall'interlocutore".
Bisogna tener presente che la comunicazione sia verbale sia non verbale si sviluppa correttamente quando sono presenti alcune precise condizioni: desiderio e piacere di scambio con l'altro e attenzione al mondo esterno; sufficiente serenità interiore; normali capacità sensoriali; età adeguata. Nel bambini autistici la comunicazione può essere a volte molto diversa rispetto ai bambini non autistici. Non avendo alcuna fiducia nei confronti del mondo esterno questi bambini possono sovraccaricarsi facilmente e non riescono a comunicare, ma avvertono soprattutto il bisogno di difendersi dagli altri. Essendo il loro mondo interiore notevolmente sovraccaricato dalle ansie, dalle paure, dalla notevole inquietudine, non vi è quel minimo di serenità interiore che può permettere loro di ascoltare, ed elaborare correttamente i suoni e i pensieri. Inoltre, nonostante i bambini autistici sentano perfettamente, la reazione ad alcuni suoni produce in loro allarme, avendo una sensibilità a certi suoni maggiore. Pertanto cercano di difendersi da questa situazione frustrante estraniandosi per quanto possibile dal mondo esterno. Tuttavia quando il bambino riesce ad acquisire una migliore serenità interiore e una maggiore fiducia negli altri e in sé stesso, migliora nettamente sia la comunicazione verbale, sia quella gestuale, quando questo miglioramento avviene prima dei cinque – sei anni, età nelle quali i centri per il linguaggio sono ancora ben attivi. Purtroppo quando il bambino supera questa età le maggiori acquisizioni sono soprattutto sul piano della comunicazione gestuale.

### Interazione sociale
Gli autistici mostrano un'apparente carenza di interesse e di reciprocità relazionale con gli altri; tendenza all'isolamento e alla chiusura sociale; apparente indifferenza emotiva agli stimoli o, al contrario, ipereccitabilità agli stessi; difficoltà a instaurare un contatto visivo diretto: il bambino autistico che intorno ai due anni di età continua ad evitare lo sguardo degli altri mostra, secondo diversi studi, una maggiore disabilità sociale in futuro.
Le modalità di dialogo tra persone autistiche e non-autistiche sono differenti. Molte persone autistiche preferiscono uno stile di comunicazione diretto e senza sottintesi sociali. Mentre la maggior parte delle persone neurotipiche segue regole implicite ("aspetto che l'altro finisca di parlare"), alcune persone autistiche non rispettano i "turni" nel dialogo, seguendo logiche più dirette ("parlo quando ho un'idea importante o una passione da condividere"), dando maggiore rilievo al contenuto rispetto che alla forma. L'interruzione, indica solitamente entusiasmo o intensità di interesse.
Spesso trovano difficile rispondere a domande, se non sono molto dirette o a partecipare ai giochi di gruppo, se le regole non sono chiare e specifiche, mentre gli altri bambini potrebbero comprendere anche le regole "nascoste". Non è infrequente che il fatto che non sembrano mostrare reazioni quando vengono chiamati per nome porti a sottoporre a controlli per verificare una sospetta sordità o problemi uditivi.

### Affettività e sessualità
Quando una persona autistica non presenta troppe compromissioni, spesso prova affetto verso chi la comprende, la sostiene e riesce a relazionarsi bene con lei. Queste persone possono voler bene e legarsi, manifestando chiari segni di amicizia, verso chi ha cura di loro e riesce a rispettare i loro bisogni, le loro difficoltà e i loro problemi.  Allo stesso modo gli adolescenti e adulti, con sintomi non gravi di autismo, sono in grado di provare anche intensi sentimenti amorosi verso l'altro sesso (De Rosa, Morello). Così come hanno pensieri e desideri sessuali, tanto da praticare la masturbazione.
Nonostante ciò, non possiamo negare le difficoltà che essi provano quando vorrebbero instaurare, e poi mantenere, una relazione affettiva, amorosa e sessuale, che sia anche duratura, piacevole e gratificante. Queste difficoltà sono presenti sia quando i loro interessi si rivolgano ai soggetti che rientrano nella norma, sia quando cercano di instaurare una relazione amorosa con adolescenti e adulti che presentano sintomi di autismo. E ciò provoca in loro delusione e frustrazione (Williams, Morello).
Queste difficoltà sono dovute alla complessità presente in ogni relazione amorosa stabile e duratura. In questo tipo di relazioni le capacità comunicative, il benessere psicologico ed emotivo, le capacità di dialogo e accoglienza, la corretta gestione dei contatti fisici, le capacità di armonizzare i propri bisogni con quelli dell'altro sono indispensabili. E ciò, se è arduo per i soggetti che rientrano nella normalità, lo è molto di più per gli adolescenti e gli adulti con autismo a causa delle difficoltà che essi presentano, sia nell'ambito relazionale e comunicativo, sia a causa della presenza di disturbi emotivi: angosce, paure e insicurezze (Williams). Prima di aiutarli a intraprendere dei legami affettivi è quindi necessario impegnarsi nel diminuire, e se possibile risolvere, i loro gravi problemi psicologici, per far sì che queste esperienze, di fondamentale importanza per ogni essere umano, siano non solo possibili ma anche piacevoli e gratificanti.

### L'aggressività e forme di comunicazione di disagio
I comportamenti aggressivi potrebbero essere considerati come una dinamica di comunicazione, in cui l'aggressività è un linguaggio da comprendere, da decifrare da due protagonisti: l'aggressore che affronta una situazione stressante e minacciosa e l'individuo aggredito che affronta un'azione aggressiva.
Secondo Franciosi, se l'aggressività nasce frequentemente come risposta alla sofferenza subita, non vi è da meravigliarsi che comportamenti aggressivi siano presenti nel bambino o nel giovane con autismo, che si trova immerso in uno stato di disregolazione emotiva, con continuo stato di ansia e paura nei confronti di un mondo che essi avvertono ostile e minaccioso verso di loro.  E poiché nelle reazioni aggressive è importante l'elemento soggettivo, per cui la reazione dipende dalle caratteristiche di personalità del soggetto e dai suoi vissuti del momento, questi comportamenti reattivi possono essere presenti anche senza una chiara e immediata provocazione.(Bonino)
Secondo la Società Autistica Nazionale, i comportamenti hanno una funzione e derivano da differenze sensoriali, cambiamenti nella routine, difficoltà a elaborare informazioni o bisogni fisici non espressi (sensibilità, dolore, stanchezza, fame). Se queste difficoltà non vengono comunicate questo può portare a ansia, rabbia, frustrazione e successivamente a reazioni impulsive.
In genere le manifestazioni aggressive sono rivolte agli oggetti che vengono sbattuti a terra o sui muri, strappati o distrutti oppure verso le persone che, con il loro comportamento, non rispettano i loro bisogni di serenità, tranquillità e la loro sensibilità nell'essere toccati.
Tuttavia non sempre i sentimenti aggressivi sono manifestati. In alcuni casi, queste emozioni sono internalizzate, come congelate e sterilizzate, per evitare lo scatenarsi di reazioni distruttive che potrebbero essere fraintese dal mondo circostante.

### Autostimolazione intensa
Spesso comportamenti come battere la testa sul muro o sul mobile, mordersi le braccia o la lingua, schiaffeggiarsi, graffiarsi con le unghie o con oggetti taglienti non sono facilmente compresi e possono ad esempio generare emozioni di sconforto o timore in operatori, educatori e familiari, definendoli atti di autolesionismo. Tuttavia, soprattutto i bambini autistici non verbali potrebbero voler comunicare problematiche fisiche come emicranie non diagnosticate, dermatiti, otiti o mal di denti e questi atti fisici possono alleviare il dolore rilasciando endorfine. In alcuni casi, graffiarsi può essere legato all'ipersensibilità della pelle in risposta a tessuti, etichette e cuciture, oppure è l'espressione di ansia e frustrazione come reazione di un sovraccarico.
Inoltre, queste stimolazioni intense sono più comunemente tentativi estremi di fermare attacchi sensoriali e uscire dal sovraccarico o dal forte stress dato dall'ambiente circostante.
L'autoaggressività può quindi derivare da emozioni e sovraccarichi intensi e può essere un modo per uscire da uno stato di paralisi sensoriale e riconnettersi col corpo. Infine l'autoaggressività può essere un gesto estremo e disperato, quando le persone autistiche percepiscono che chi li circonda non ha alcuna cura e attenzione verso la loro sofferenza, le loro paure, i loro bisogni.
Solitamente, quando i genitori e gli operatori rispettano i loro bisogni di non ingerenza e la loro ricerca di momenti di tranquillità e pace, sia l'eteroaggressività che l'autoaggressività diminuiscono, fino a cessare del tutto. Così come diminuiscono e cessano nel momento in cui i genitori e gli operatori accettano che i sentimenti aggressivi si possano sfogare sugli oggetti o mediante dei giochi non lesivi effettuati con gli adulti.

### Immaginazione e creatività
Le persone autistiche possono manifestare un intenso interesse per oggetti o parti di essi, ad esempio se hanno forme tondeggianti o possono ruotare (palle ovali, biglie, trottole, eliche, ecc.). La creatività è l'abilità di creare e manipolare le immagini della propria mente, creando nuove connessioni, idee e concetti.
Molte persone autistiche sviluppano una vita interiore immaginativa, un "mondo virtuale interiore" ricco di dialoghi interni tra personaggi inventati e scenari immaginari, poiché offrono un controllo prevedibile e spesso più soddisfacente, rispetto alla fatica di doversi relazionare con il mondo esterno.
Ad esempio, un bambino autistico, pur mantenendo la consapevolezza del proprio fantasticare, riesce a essere in varia misura partecipe nella vita di gruppo con delle sollecitazioni esterne (suoni improvvisi, richiami di altre persone).

### Importanza dell'ordine
In alcuni soggetti, si riscontra una marcata resistenza al cambiamento, che per alcuni può assumere le caratteristiche di un vero e proprio terrore fobico. Questo può accadere se viene allontanato dal proprio ambiente (camera, studio, giardino, ecc.), o se nell'ambiente in cui vive si cambia inavvertitamente la collocazione di oggetti, del mobilio o comunque l'aspetto della stanza.
Lo stesso può verificarsi se si lasciano in disordine oggetti (sedie spostate, finestre aperte, giornali in disordine): la reazione spontanea della persona con autismo sarà quella di riportare immediatamente le cose al loro ordine o, se impossibilitato a farlo, manifestare comunque inquietudine. La persona può allora esplodere in crisi di pianto o di riso, o anche diventare autolesionista e aggressiva verso gli altri o verso gli oggetti. Altri soggetti, al contrario, mostrano un'eccessiva passività, aprassia motoria e ipotonia, che sembra renderli impermeabili a qualsiasi stimolo.

### Comportamenti ossessivo-compulsivi
Il soggetto manifesta un forte desiderio di ripetitività (Kanner), esternato mediante stereotipie verbali e nei movimenti ed accompagnato da una forte ansia. Ad esempio, il paziente può sentire la necessità di compiere un rito d'inizio/fine ogni qualvolta deve andare dal medico. Spesso, impedirgli di soddisfare tale bisogno, può scatenare scatti di ira e aggressione.

### Differenze sensoriali
Nei soggetti autistici sono molto frequenti diversi modi di percepire la sensorialità. Questi, a volte si presentano con una maggiore sensibilità agli stimoli provenienti dal mondo esterno, ma anche dal proprio corpo (iper-risposta sensoriale) mentre, in altri casi, in altri momenti o per altre sensazioni, possono manifestarsi con una minore risposta sensoriale (ipo-risposta sensoriale). Molto comuni sono anche le alterate interpretazioni che provengono dai sensi. In questi casi anche uno stimolo banale può essere interpretato come qualcosa di aggressivo o lesivo per il soggetto, con conseguenti reazioni di paura, ansia, se non proprio con crisi di panico. Pertanto, come dice Franciosi, si può avere, a volte una ricerca eccessiva e abnorme di particolari stimoli o al contrario un chiaro rifiuto, e quindi un allontanamento da specifiche esperienze sensoriali.
Le conseguenze di queste alterate percezioni si riflettono sui comportamenti di questi soggetti: ad esempio, sulla possibilità di relazionarsi e socializzare con gli altri coetanei ma anche, come dice De Rosa  e Notbohm  sulle loro capacità di apprendimento.
Queste alterazioni sensoriali, causate dal grave disturbo psicologico presente in questi soggetti, tendono a peggiorare il loro mondo interiore, già notevolmente disturbato, rendendoli ancora più ansiosi, instabili, irritabili e confusi.

#### L'udito
Per quanto riguarda l'udito, le persone autistiche, a causa della loro irritabilità, fragilità, immaturità e alterata realtà interiore, manifestano, con maggiore frequenza e con più coinvolgimento emotivo, paure e fobie, con conseguenti crisi nervose o fughe, a causa di numerosi tipi di suoni: dei rumori forti, delle sirene delle autoambulanze, della musica ad alto volume, dei botti, delle grida e del vocio presenti nelle feste o nelle classi, dell'eco che si crea nelle palestre e nei bagni delle scuole,  e così via (Grandin e Morello). È importante il significato che assume nella loro mente un determinato suono o rumore. Pertanto lo stesso rumore può essere avvertito come piacevole da un soggetto con autismo, mentre può terrorizzarne un altro (Grandin).
In altri casi e in altri bambini (Williams),  è come se fosse presente una condizione di sordità, giacché non rispondono in alcun modo e sono assolutamente indifferenti a suoni anche forti e persistenti, quando sono immersi ed estraniati nel loro mondo magico, tanto da escludere il mondo fuori di loro. Gli stessi bambini possono invece agitarsi e inquietarsi per un suono leggero e delicato.
Ciò fa pensare che non vi sia una specifica alterazione anatomica dei recettori che amplifica o riduce i suoni uditi, ma che sia fondamentale il modo con il quale queste persone, in una certa situazione psichica, vivono, interpretano e avvertono determinati suoni o rumori.

#### La vista
Anche le percezioni visive possono creare paure, ansia e comportamenti esplosivi in questi soggetti.
Ad esempio, le luci fluorescenti, le superfici riflettenti, gli oggetti che si spostano rapidamente o a velocità irregolare, il lampeggiare delle sirene (Notbohm), le cose che si muovono continuamente, come gli occhi (Grandin). Inoltre i soggetti con disturbi autistici possono avere difficoltà a vedere l'oggetto nella sua interezza (Frith) tanto che alcuni di loro, per riconoscere l'oggetto, lo passano davanti agli occhi, come su uno scanner. Inoltre, provando sospetto e ansia nei rapportarsi con gli esseri umani, ricordano poco le facce delle persone che incontrano mentre rammentano perfettamente animali, oggetti o panorami per loro piacevoli e interessanti (Morello).

#### L'olfatto
Anche per quanto riguarda l'olfatto e il gusto vi sono delle alterazioni sensoriali che accentuano la loro sofferenza e modificano o alterano i loro comportamenti. Ad esempio, il piacere di odorare le persone (Grandin), l'essere attirati dai cattivi odori e il respingere i profumi (Brauner A e Brauner F.), l'essere attirati da odori che si riferiscono a un ambiente sicuro come la propria casa, o a persone da esse apprezzate e amate (Williams). La variabilità e la particolarità con la quale questi disturbi si presentano, con inusuali preferenze ed esclusioni, rimanda a una realtà psicologica interiore particolarmente turbata e disturbata.

#### Il gusto
Anche per quanto riguarda il gusto, pur essendo, in genere, i soggetti molto selettivi e schizzinosi, per cui non amano assaggiare cibi croccanti, gelatinosi, troppo caldi, troppo freddi,  essi, come tanti bambini di età inferiore, tendono ad associare gli alimenti preferiti a persone, animali e situazioni gradevoli e piacevoli, mentre, al contrario, rifiutano cibi che associano a persone, animali e situazioni spiacevoli o sgradevoli (Williams).

#### Il tatto
Il tatto è collegato alle sensazioni molto intime e primitive presenti in molti animali. Questi bambini, vivono queste sensazioni in modi particolari, per cui a volte, per questioni di sensibilità dei sensi, rifiutano di essere toccati e abbracciati non solo dagli estranei ma anche dai genitori (Williams  e De Rosa) tanto da reagire con aggressività verso chi non rispetta i loro bisogni, le loro paure e la loro sensorialità. Tuttavia questi soggetti, se odiano alcuni tipi di contatti, ne possono amare altri, come il toccare le tende, i mobili e altri oggetti particolari, come la stringitrice per la Grandin. Tuttavia anche in questo ambito non vi sono delle caratteristiche costanti, per cui altri bambini nello spettro dell'autismo desiderano e amano essere toccati dai loro genitori (De Rosa)  e anche dagli estranei.

#### Il dolore
Anche per le sensazioni dolorifiche vi possono essere notevoli differenze, per cui alcuni bambini nello spettro, data l'intensa percezione del dolore, non sopportano e gridano per un piccolo graffio, mentre altri, o gli stessi, in altri momenti e in altre occasioni, possono non far caso a sensazioni dolorifiche molto intense (anestesia sensoriale), sia quando il dolore è provocato da loro stessi (autolesionismo), sia quando è causato da altri (Williams).
In definitiva tutti gli apporti sensoriali sono avvertiti da questi soggetti in base alla loro età, alle loro specifiche caratteristiche psicologiche, alle loro esperienze e ai loro vissuti interiori del momento, che si differenziano anche da persona a persona.

## Le emozioni del bambino autistico
Numerosi pregiudizi e stereotipi accompagnano l'autismo. Uno dei più diffusi è quello che vorrebbe che questi bambini non provassero o provassero solo in modo modesto le emozioni. Ciò non è assolutamente riscontrabile, in quanto in queste condizioni ritroviamo invece alti livelli di ansia, numerose angoscianti paure, unite spesso a manifestazioni di rabbia e collera.
La presenza di un mondo interiore emotivamente molto complesso si rende evidente già dai racconti e dai disegni che, a volte, questi bambini autistici tendono a costruire. Racconti e disegni nei quali possono predominare temi angoscianti, cruenti, raccapriccianti o coprolalici.  La professoressa Temple Grandin, una donna con autismo ad alto funzionamento, nel suo racconto-saggio "Pensare in immagini" così descrive le sue emozioni: "Alcuni ritengono che le persone con autismo non abbiano emozioni. Io ne ho eccome, ma sono più simili alle emozioni di un bambino che a quelle di un adulto".

### L'ansia
Per quanto riguarda l'ansia, questa emozione, nelle forme lievi di autismo, si esprime soprattutto con sintomi come la labilità dell'attenzione, l'iperattività, l'ipercinesia, la notevole reattività anche alle piccole frustrazioni. In queste forme,  quando il bambino desidera fare amicizia con i coetanei, l'ansia e l'eccitamento interiore inficiano gravemente le sue capacità relazionali, per cui, nei rapporti con i pari, poiché il bambino non ha la serenità necessaria per ascoltare l'altro, accettandone i bisogni e i desideri,  è spesso respinto e rifiutato. Nelle gravi forme di autismo, nonostante l'ansia sia mascherata da sintomi più gravi come le stereotipie, l'apparente apatia e indifferenza, la si può evidenziare facilmente nelle imprevedibili, improvvise e frequenti,  oscillazioni dell'umore e nelle crisi acute di angoscia, provocate da minime frustrazioni. Inoltre, in molti casi, questa penosa emozione riesce a sconvolgere l'organizzazione strutturale del pensiero con alterazioni del linguaggio che può diventare slegato e incoerente.

### Le paure
Quando il bambino è messo di fronte ad alcune particolari situazioni,  oggetti e stimoli tattili, visivi o uditivi, o quando deve affrontare minimi cambiamenti del mondo che lo circonda, le paure possono manifestarsi anche in modo drammatico, con urla e atteggiamenti scomposti.  Temple Grandin così descrive le sue paure: "I problemi di una persona come questa sono ulteriormente complicati da un sistema nervoso che è spesso in uno stato di maggiore paura e panico".  "Poiché la paura era la mia emozione principale, essa si riversava in tutti gli eventi che avessero un qualche significato emozionale". "Fin dalla pubertà avevo vissuto paure e ansie costanti, accompagnate da forte attacco di panico, che si presentavano a intervalli variabili, da poche settimane a diversi mesi. La mia vita si basava sul fatto di evitare le situazioni che potevano scatenare un attacco di panico".   "Con la pubertà la paura divenne la mia principale emozione".

### La rabbia e la collera
Frequenti sono, in questi bambini, gli scoppi di rabbia con conseguente collera, che si rendono evidenti mediante le manifestazioni aggressive verso gli oggetti, le altre persone ma anche verso sé stessi. Ciò avviene soprattutto quando il bambino avverte che il mondo fuori di lui manifesta scarso rispetto nei confronti delle sue paure, delle sue ansie, della sua identità o dei suoi bisogni e sensazioni più vere e profonde. Per fortuna, quando l'ambiente che lo circonda diventa pienamente e totalmente rispettoso dei suoi bisogni e desideri, ad esempio quando attua costantemente la tecnica del gioco libero autogestito,  insieme alla diminuzione della sofferenza e del turbamento interiore, rabbia e collera regrediscono, mentre contemporaneamente sfumano notevolmente anche tutti gli altri sintomi.

### La tristezza e la gioia
Non sempre è possibile evidenziare queste due emozioni in quanto a volte, e in alcuni bambini, si presentano in modo intenso, mentre in altri soggetti o in altri momenti non sempre sono evidenti, in quanto mascherate da espressioni mimiche non congruenti rispetto alle persone neurotipiche. Pertanto un'espressione facciale sempre uguale o atteggiamenti con manifestazioni di riso eccessivo e sboccato, possono nascondere una grande tristezza e angoscia o, al contrario momenti di vera serenità e gioia. Nonostante ciò quando gli adulti, siano essi genitori, insegnanti od operatori, riescono a mettersi in ascolto delle emozioni più profonde del bambino, senza essere distratti dai suoi comportamenti e dalle manifestazioni emotive più superficiali o estreme, non è poi così difficile cogliere le sue vere emozioni così da comportarsi conseguentemente.

### La sfiducia e la diffidenza
Il mondo interiore dei bambini autistici è non solo notevolmente disturbato dall'ansia, dalla tristezza, dalle fobie e dalle paure e dall'abnorme stato di eccitamento, ma è anche alterato a causa della inevitabile sfiducia e diffidenza verso il mondo che li circonda, che spesso non li comprende. Questo è avvertito frequentemente come cattivo, infido, incoerente e apportatore di continue angosciose frustrazioni. Pertanto i bambini affetti da autismo si ritrovano spesso emerginati, soli in un ambiente nel quale non si sentono capiti e accettati e ciò li conduce sempre più alla chiusura e alla moltitudine di sintomi ansiosi.

### Le difese del bambino autistico nei confronti delle emozioni negative
Da quanto detto è facile capire che buona parte dei sintomi presenti nella sindrome autistica possono essere ricondotte a delle difese, spesso di tipo arcaico e quindi non sempre funzionali nella società moderna, che questi bambini mettono in atto per evitare, alleviare o superare la loro sofferenza, causata da intense emozioni di sopravvivenza come l'ansia, la paura, la depressione e la notevole sfiducia verso gli altri e/o sé stessi.
Questi bambini, ad esempio, cercano in tutti i modi di evitare, mediante la chiusura, le persone, i luoghi, gli oggetti e le situazioni nelle quali si trovano a disagio o che possono accentuare il loro malessere. Poiché ogni cambiamento accentua le loro ansie e le loro paure hanno avversione per ogni nuova esperienza, sia che si tratti di un nuovo cibo, sia che si tratti di un diverso oggetto, luogo o orario. Per diminuire la loro tristezza a volte
ricorrono al riso nervoso, poiché ridendo, la loro tristezza e ansia diminuiscono, mentre, contemporaneamente, questa espressione mimica non solo non offende e non fa del male a nessuno, ma è frequentemente accettata dagli altri, in quanto viene scambiata per una manifestazione di gioia.
Un'altra modalità per diminuire l'ansia e il malessere interiore è quella di attuare dei comportamenti ripetitivi, come sono le stereotipie. Anche l'autolesionismo, così come avviene in pazienti borderline o con traumi dolorosi, può essere utilizzato per diminuire la confusione e ridurre la tensione interiore, in quanto il dolore che viene a essere provocato serve a distrarli per qualche momento dai vissuti angoscianti, permettendogli contemporaneamente di essere più presenti. Questi bambini cercano inoltre di liberarsi della tanta aggressività covata dentro, causata dalla tanta sofferenza e solitudine provata, distruggendo gli oggetti, picchiando gli altri.

## Supporto e trattamento
Data l'alta variabilità individuale, non esiste un unico intervento specifico che sia valido per ogni individuo autistico allo stesso modo. Inoltre, essendo una condizione innata, non è possibile ottenere la remissione totale dei sintomi. Per questo, sono molti e diversi i trattamenti rivolti all'autismo. Le "Linee guida di intervento sull'autismo" pubblicate dal National Research Council affermano:
- non esiste un unico intervento che vada bene per tutti i bambini autistici;
- non esiste un unico intervento che vada bene per tutte le età;
- non esiste un unico intervento che possa rispondere a tutte le molteplici esigenze direttamente o indirettamente legate all'autismo.

Per contro, la continuità e la qualità del percorso terapeutico sono garantite attraverso:
- il coinvolgimento dei genitori in tutto il percorso;
- la scelta in itinere degli obiettivi intermedi da raggiungere e quindi degli interventi da attivare (prospettiva diacronica);
- il coordinamento, in ogni fase dello sviluppo, dei vari interventi individuati per il conseguimento degli obiettivi (prospettiva sincronica);
- la verifica delle strategie messe in atto all'interno di ciascun intervento.

Si raccomanda un intervento precoce e intensivo, che tenga conto della necessità di intervenire sul disturbo dell'intenzionalità del bambino. È importante quindi lavorare precocemente non nel senso dell'addestramento comportamentale, ma proprio dello sviluppo dell'intenzionalità motoria e comunicativa autonoma.
Le persone con un importante disturbo della comunicazione, come nel DSA, nei disturbi con gravi difficoltà recettive e anche nella disprassia verbale, possono anche beneficiare, come suggerisce Rapin, di supporti cognitivi quali le tavole di comunicazione, del linguaggio dei segni, dell'apprendimento del linguaggio usando il computer, della lettura di materiale didattico illustrato predisposto e di altri strumenti comunicativi.
Tali supporti devono essere forniti precocemente, al fine di:
- aumentare il livello dell'apprendimento del linguaggio;
- sfruttare al massimo il periodo utile per l'apprendimento del linguaggio del bambino;
- minimizzare le conseguenze comportamentali secondarie a un'inadeguata capacità di comunicazione;
- anticipare le difficoltà potenziali successive con l'acquisizione del linguaggio scritto.[239]

L'impiego mirato dei farmaci è volto alla riduzione o all'estinzione di alcuni comportamenti problematici, o di disturbi clinici associati come l'epilessia e i deficit dell'attenzione, col fine di evitare ulteriori aggravamenti clinici o per migliorare la qualità della vita.
Secondo una ricerca, affermata anche dal Journal of Autism and Developmental Disorders, ha affermato l'utilità della terapia. Terapia che, attraverso l'acqua, accende diversi stimoli che spingono il soggetto ad una relazione significativa. Infatti, questa terapia è multisistemica perché interviene su diversi sistemi funzionali del bambino (sistema relazionale, cognitivo, comportamentale, emotivo, senso-motorio e motivazionale).
Nel gennaio del 2012 è stata presentata dall'Istituto Superiore di Sanità anche la versione della Linea guida n. 21 in una sintetica versione destinata al grande pubblico.
Per contrastare e diminuire l'impatto che le emozioni negative hanno sull'animo di questi bambini, il principale obiettivo dovrebbe essere quello di riuscire a migliorare il loro mondo interiore, diminuendo il malessere che lo sconvolge. Compito degli adulti, siano essi genitori, terapeuti o educatori, sarà allora quello di portare serenità al posto dell'ansia, sarà quello di dare quella gioia che possa sconfiggere la tristezza, di offrire sicurezza al posto dell'insicurezza, di far nascere la fiducia al posto della sfiducia.
Per attuare tutto ciò:
- È necessario considerare i bambini autistici non come bambini da educare, ma da liberare dalle tante confuse emozioni che sconvolgono il loro animo.[243]
- È importante che l'ambiente nel quale il bambino vive giornalmente sia il più sereno, gioioso, caldo e accogliente possibile.
- È bene non focalizzare l'attenzione sui sintomi, in quanto questi sono solo degli strumenti di difesa e di risposta alla società, che saranno abbandonati nel momento in cui il bambino avrà ritrovato la necessaria serenità, fiducia nell'altro e un buon equilibrio interiore. Se facciamo ciò ci accorgeremo che "essi amano gli adulti che sanno accogliere tutte le espressioni del loro funzionamento, anche quelle che si possono definire strane ed inusuali".[244]
- È indispensabile mettersi in ascolto del loro animo, in modo tale che i nostri comportamenti siano in sintonia con i bisogni più veri e profondi del bambino e non con i nostri contingenti desideri. Se riusciamo con coerenza ad attuare ciò ci accorgeremo che questi bambini non sono affatto "inaccessibili" alla comunicazione. "Essi si legano facilmente agli adulti che riescono a relazionarsi con loro come "una madre buona". Una madre che sa entrare in empatia con il loro mondo, così da permettere al loro Io difeso, rattrappito e lacerato, di sviluppare tutte le sue potenzialità".[245]
- È fondamentale lasciarsi coinvolgere con gioia dai giochi da essi proposti in un dato momento, nella modalità da essi desiderata (Gioco libero autogestito),[246] senza mai imporre le attività che noi consideriamo utili e importanti. Questo nostro comportamento permetterà loro di acquisire maggiore fiducia in noi e nel mondo che noi rappresentiamo.

### Intervento e supporto psicologico-clinico
In numerosi paesi, psicologi e psicoterapeuti (prevalentemente a orientamento cognitivo, ma anche sistemico o psicodinamico) sono coinvolti nell'intervento clinico nelle situazioni di autismo, così come di altri condizioni del neurosviluppo: non tanto nel senso del vecchio tipo di intervento psicoanalitico diretto solo al bambino, ma anche e soprattutto nelle forme di sostegno psicoeducativo per il bambino, dell'aiuto alla famiglia per sostenerla e diminuirne possibili aspetti disfunzionali, nella valutazione clinica del disturbo e dei suoi correlati funzionali, oltre che nel lavoro di collaborazione con educatori, riabilitatori e insegnanti per accompagnare utilmente bambino e famiglia nella riabilitazione cognitiva e comunicativa, nel supporto psicopedagogico, nell'intervento clinico sui problemi del comportamento, e nel sostegno ai processi di sviluppo psicoaffettivo, integrando una serie di interventi multidimensionali in quella che è una situazione complessa.
Tra le tipologie di intervento psicologico più diffuse attualmente nella gestione clinica del disturbo e nella riduzione delle sue conseguenze funzionali, vi sono le logiche Applied behavior analysis (ABA) (tra cui si ricorda l'Early Intensive Behavioural Intervention (EIBI), ideato dal professor Ole Ivar Lovaas della UCLA), il metodo TEACCH, e gli approcci cosiddetti "Eclettici". Recenti review hanno evidenziato tassi complessivi di efficacia piuttosto simili tra i vari approcci; in ogni caso, si ritiene che le tipologie di intervento clinico maggiormente utili sono solitamente di tipo intensivo, dovrebbero essere avviate il più precocemente possibile, e necessitano di essere proseguite per periodi di tempo piuttosto prolungati. Tuttavia, secondo uno studio del 2022 che ha esaminato le esperienze di alcune persone autistiche adulte riguardo la terapia ABA in giovane età, i risultati emersi sono stati ricordi traumatici, difficoltà a doversi comportare come i propri pari, guadagnando alcuni benefici a breve termine, ma soffrendo conseguenze significative a lungo termine e problemi di percezione dell'identità.

### L'inserimento del bambino autistico nell'ambito scolastico
Molti bambini autistici hanno una notevole avversione nei confronti della scuola, così come molti insegnanti e genitori di bambini non autistici hanno rilevanti difficoltà ad accettare in classe questi bambini, a motivo dei loro comportamenti non sempre compresi. Se si vuole inserire in modo fisiologico i bambini nello spettro autistico nell'ambito delle scuole, così da favorire una buona socializzazione e nel contempo riuscire a evitare di creare problemi ai bambini normotipici e importanti traumi ai bambini autistici, è necessario capire le ragioni della loro avversione nei confronti di questa istituzione. I loro comportamenti oppositivi e sono attuati non perché siano "cattivi" o "capricciosi", come spesso sono definiti, ma per due validi motivi:
- questa istituzione accentua molto il loro disagio interiore in quanto i bambini autistici sono alla ricerca continua di ambienti tranquilli, stabili e ordinati, più adatti a loro e che li aiutino a diminuire le loro paure e angosce interiori,[256] mentre la normale vivacità di un ambiente scolastico, nel quale molti bambini si muovono, si agitano e interloquiscono, li impaurisce e disturba e li sovraccarica notevolmente;
- questi bambini mal sopportano che qualcuno chieda loro di fare o non fare una determinata cosa, per cui non riescono ad accettare le varie indicazioni date dagli insegnanti in quanto avvertono ogni richiesta come una violenza nei loro confronti. Invece vorrebbero effettuare liberamente i giochi che più li aiutano a ritrovare un minimo di serenità interiore o a ridurre il sovraccarico.

Per tali motivi è bene sostituire, almeno per un certo periodo, l'ambiente classe, spesso rumoroso e inquieto, con un altro "sensory friendly", cioè silenzioso e tranquillo e che eviti il sovraccarico sensoriale, ma che sia ricco di giocattoli e materiali, e nel quale sia presente soltanto un buon insegnante, capace di ascolto e comprensione dei loro bisogni interiori. Sarà quindi preferibile un insegnante che sia disposto a sovvertire le normali regole scolastiche e ad ascoltare i bambini autistici fino a quando questi non avranno acquisito piena serenità interiore e buona fiducia negli altri. Infatti, i bambini autistici hanno la necessità di rapportarsi con un insegnante che riesca a evitare di chiedere loro cosa devono o non devono fare, ma sappia essere di aiuto, sostegno e incoraggiamento alle attività e giochi da loro liberamente scelti. Gli insegnanti possono quindi attuare nei loro confronti il gioco libero autogestito, in quanto le attività e i giochi da loro scelti possono diminuire di molto il sovraccarico, nel mentre permette loro di acquisire sentimenti di maggiore sicurezza, auto-efficacia, serenità e fiducia negli altri e nel mondo. Solo in una fase successiva, con molta gradualità, l'insegnante potrà decidere o lasciare avvicinare i bambini autistici ad altri adulti e coetanei, solo se sembra esserci una fruttuosa intesa reciproca, così come in un secondo momento potrà proporre delle attività didattiche, rispettando i tempi e le preferenze del bambino. Lasciar decidere al bambino cosa fare può rafforzare la sua autostima e, se si sente al sicuro, questo rende più efficace l'apprendimento e l'esplorazione. Ad esempio, se il bambino ha un interesse intenso per i dinosauri e altri animali, si può usare quel tema per avvicinarlo gradualmente ad altri giochi.
Gli studenti autistici di solito imparano meglio se si comunica in modo diretto e senza metafore o se si fanno richieste chiare e dirette.

### Diagnosi e trattamento in Italia
Il 25 ottobre 2011 è stata pubblicata dall'Istituto superiore di sanità la Linea guida n. 21, Linea Guida sulla diagnosi e il trattamento del disturbo dello spettro autistico in bambini e adolescenti, confermata nel 2015, nella versione estesa e anche in quella ridottissima per il pubblico. Vi si trovano tutte le indicazioni degli interventi che sono stati dimostrati efficaci, come ad esempio quelli basati su ABA, e quelli sconsigliati perché rischiosi, come ad esempio la chelazione, la secretina e gli antidepressivi inibitori selettivi della ricaptazione della serotonina.
Subito dopo la pubblicazione della linea guida del 2011 si scatenò la rivolta di psicologi, psicoanalisti e pedagogisti, formatisi in ambito psicoanalitico (psicoterapia lacaniana, psicodinamica, sistemica, psicoterapia della famiglia). Essi chiedevano il ritiro della linea guida poiché squalificava e rigettava le esperienze di psicoterapie psicoanalitiche italiane, pervicacemente fondate sull'errore della "madre-frigorifero" di Kanner, di Bruno Bettelheim e di Frances Tustin della Tavistock Clinic di Londra; essi sconsigliavano invece quelle basate sull'analisi applicata del comportamento (ABA), ritenute invece efficaci e diffuse all'estero.
Contrariamente alla richiesta, la Conferenza Unificata (Ministero e autonomie locali) ha pubblicato nello stesso anno le Linee di indirizzo che confermavano le modalità di esecuzione della Linea guida del 2011.
La Legge 18 agosto 2015, n. 134, Disposizioni in materia di diagnosi, cura e abilitazione delle persone con disturbi dello spettro autistico e di assistenza alle famiglie è la legge quadro che ha dato forza di legge sia alla Linea guida del 2011, confermata dall'ISS senza modifiche nel 2015, che alle Linee di indirizzo. Questa legge prevedeva persino sanzioni per le Aziende Unità sanitarie locali che non applicavano le linee guida. Neppure questa minaccia è riuscita a generalizzare il cambiamento culturale che si doveva realizzare nella gran parte degli operatori, che osteggiano gli interventi basati sull'ABA per l'autismo.
È del 2017 l'art.60 dei Livelli essenziali di assistenza, DPCM 12/1/2017, intitolato Definizione e aggiornamento dei livelli essenziali di assistenza, di cui all'articolo 1, comma 7, del decreto legislativo 30 dicembre 1992, n. 502; esso conferma i contenuti della Linea guida formalmente in vigore dal 2011, prima che vengano pubblicate le Linee di indirizzo del 2018. Queste ultime confermano e ampliano i contenuti di quelle precedenti.
Dal 2017 il Centro Nazionale di Eccellenza Clinica (CNEC) dell'ISS ricevette dal Ministero della salute un finanziamento per aggiornare la Linea guida del 2011 e produrre una linea guida per gli adulti con autismo. Il CNEC ritenne di non aggiornare la Linea guida del 2011, che era stata confermata nel 2015, ma di rifarla completamente. Allo scopo formò due panel, escludendo i rappresentanti delle associazioni di pazienti e di quelle scientifiche. Il CNEC scelse con criteri propri persone esperte, una persona autistica e tre familiari come singoli. Notoriamente le prove di efficacia degli interventi farmacologici possono arrivare al massimo livello di eccellenza, con la sperimentazione in doppio cieco, mentre quelle degli interventi psicopedagogici al massimo arrivano al livello "buono". I panel approvarono la proposta del CNEC di tenere conto soltanto delle prove "eccellenti": pertanto tutti gli interventi sono da considerarsi sullo stesso piano. Il CNEC non ha voluto evitare il floor effect ed ha concluso che tutti gli operatori sono liberi di fare le loro scelte già comprese nel Nomenclatore tariffario in uso, a spese del SSN, anche senza prove di efficacia. Il nomenclatore non prevede ancora né le figure abilitate a fare gli interventi sull'autismo, né le tariffe di rimborso per gli interventi basati sull'ABA.
Dopo anni di conflittualità con le associazioni esce la linea guida intitolata Raccomandazioni della linea guida sulla diagnosi e sul trattamento del disturbo dello spettro autistico in bambini e adolescenti, pubblicata il 9 ottobre del 2023. Le raccomandazioni riassuntive a pagina 190 e seguenti, di fatto, importano e traducono la Linea guida dell'Australia.
Il 7 agosto 2023 il CNEC pubblica una parte (progetto di vita e farmacologia) delle Raccomandazioni sulla diagnosi ed il trattamento di adulti con disturbo dello spettro autistico, che, a differenza di quelle per bambini e adolescenti, hanno ricevuto apprezzamenti dal mondo dell'associazionismo. Le note a pag. 210 e a pag. 217 della versione aggiornata il 9 ottobre 2023 della linea guida accolgono le critiche, ma non modificano il suggerimento perentorio di usare antipsicotici nei bambini e adolescenti: queste note ribadiscono che il suggerimento vale soltanto dopo avere tentato gli altri interventi psicoeducativi e se vi sono disturbi del comportamento associati, oppure se sono presenti le caratteristiche dell'autismo rilevate da Kanner e riprese nella seconda parte del questionario Rimland E2.
A fine dicembre 2024 è stata presentata dal CNEC una versione delle Raccomandazioni della linea guida sulla diagnosi e sul trattamento di adulti con disturbo dello spettro autistico, insieme all'allegato Materiali supplementari di 1315 pagine. La linea guida per gli adulti ammette la raccomandazione sull'uso degli interventi comprensivi individuali basati sui principi dell'ABA e non soltanto di quelli focalizzati, come fa la linea guida per bambini e adolescenti.Prognosi

## Prognosi
Fino al 2019, non era stata riscontrata alcuna cura nota.
Tuttavia, di tanto in tanto, alcuni bambini riescono ad adattarsi, tanto da non rientrare nella diagnosi di autismo. Studi su campioni selezionati di bambini con la condizione hanno riportato una remissione dell'autismo dal 3% al 25% dei casi.
Ciò si verifica talvolta dopo un trattamento molto intensivo. Non si conosce quanto tempo si necessiti perché si possa riscontrare un recupero.
La maggior parte dei bambini autistici hanno una finestra di sviluppo diversa dalla norma e acquisiscono la capacità di linguaggio all'età di cinque anni o anche prima, anche se alcuni non la acquisiscono se non negli anni successivi.
La maggior parte dei bambini autistici soffre la mancanza di un sostegno sociale, di relazioni significative, dell'opportunità futura di un lavoro o dell'autodeterminazione. Anche se le difficoltà tendono a persistere, i sintomi possono diventare meno gravi con l'età.
Vi sono pochi studi di alta qualità che affrontino la prognosi a lungo termine. Alcuni adulti mostrano un modesto miglioramento nella capacità di comunicazione, ma in alcuni casi anche un declino; nessuno studio si è concentrato sull'autismo dopo la mezza età.
L'acquisizione di capacità linguistiche prima dei sei anni, con un QI superiore a 50, e con una certa competenza, possono far prevedere risultati migliori. Nei casi più compromessi, una vita indipendente è improbabile. La maggior parte delle persone autistiche soffre di significativi ostacoli nella transizione verso l'età adulta, nel mondo lavorativo, universitario e con i coetanei.